# Innere Altstadt
Innere Altstadt (Inre gamla staden) är en stadsdel i Dresden i Sachsen, Tyskland. Den har samma utsträckning som Dresdens historiska stadskärna, det vill säga det område som låg inom den ringmur som revs i början  av 1800-talet.
Innere Altstadt har efter bombningen av Dresden 1945 förlorat i betydelse som stadscentrum. Dels är inte bebyggelsen så tät längre efter återuppbyggnaden av staden och dels hade redan Seevorstadt och Prager Strasse börjat ta över som handelskvarter vid början på 1900-talet.

## Sevärdheter
De flesta av Dresdens mest kända sevärdheter finns i Innere Altstadt.

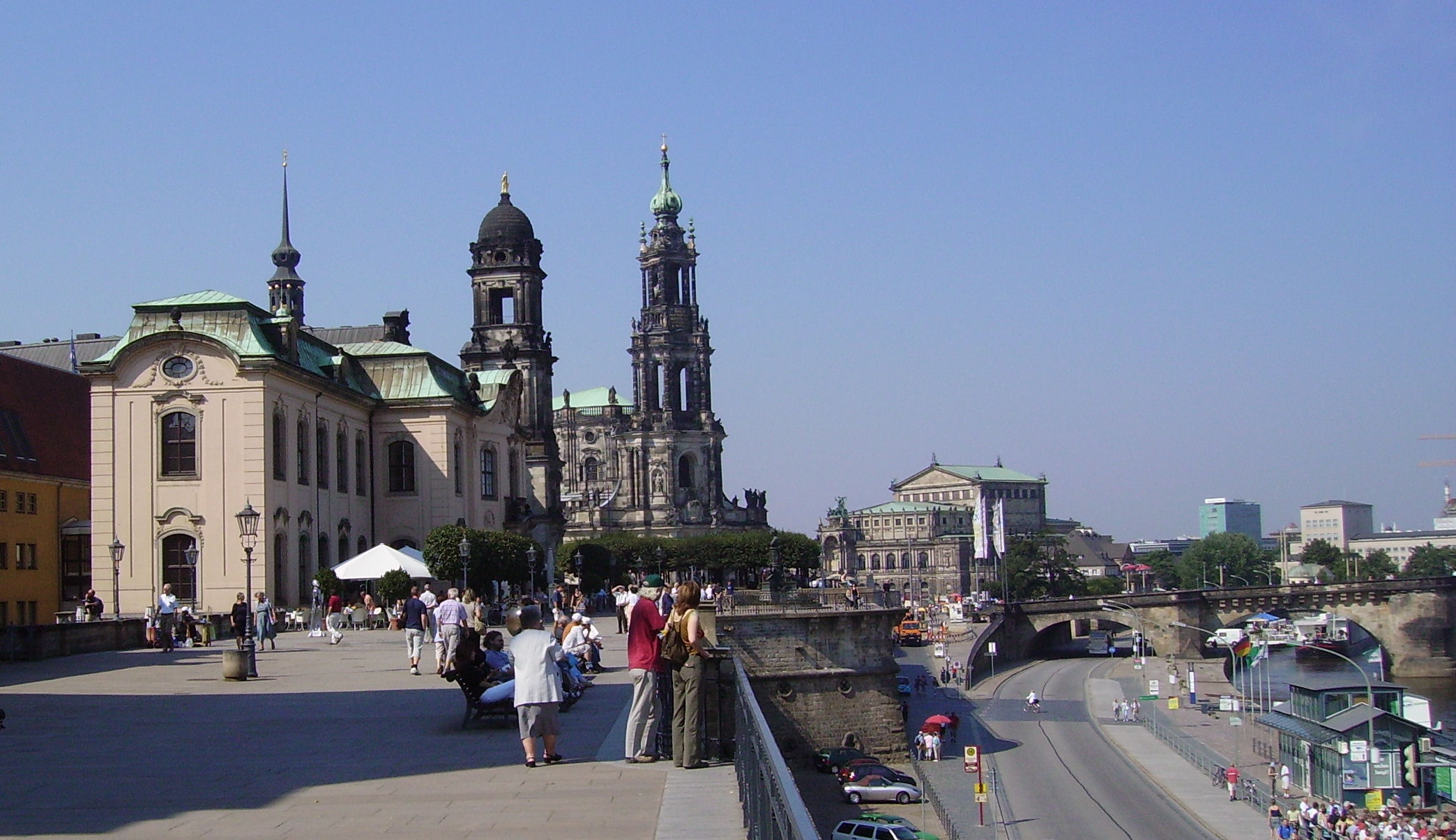
Brühlsche Terrasse med Sächsisches Ständehaus, Katholische Hofkirche och Semperoperan
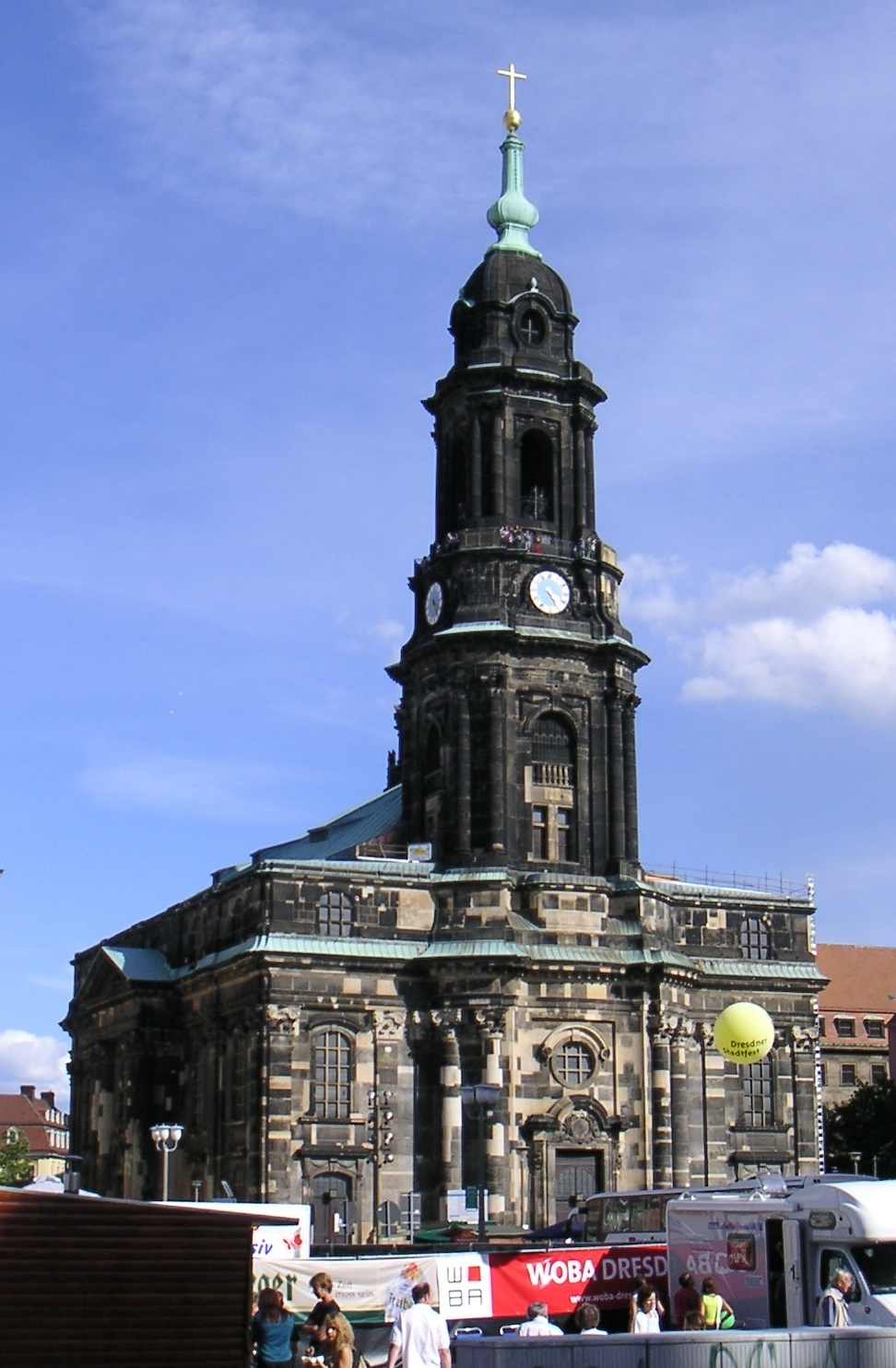
Dresdens Kreuzkirche vid Altmarkt
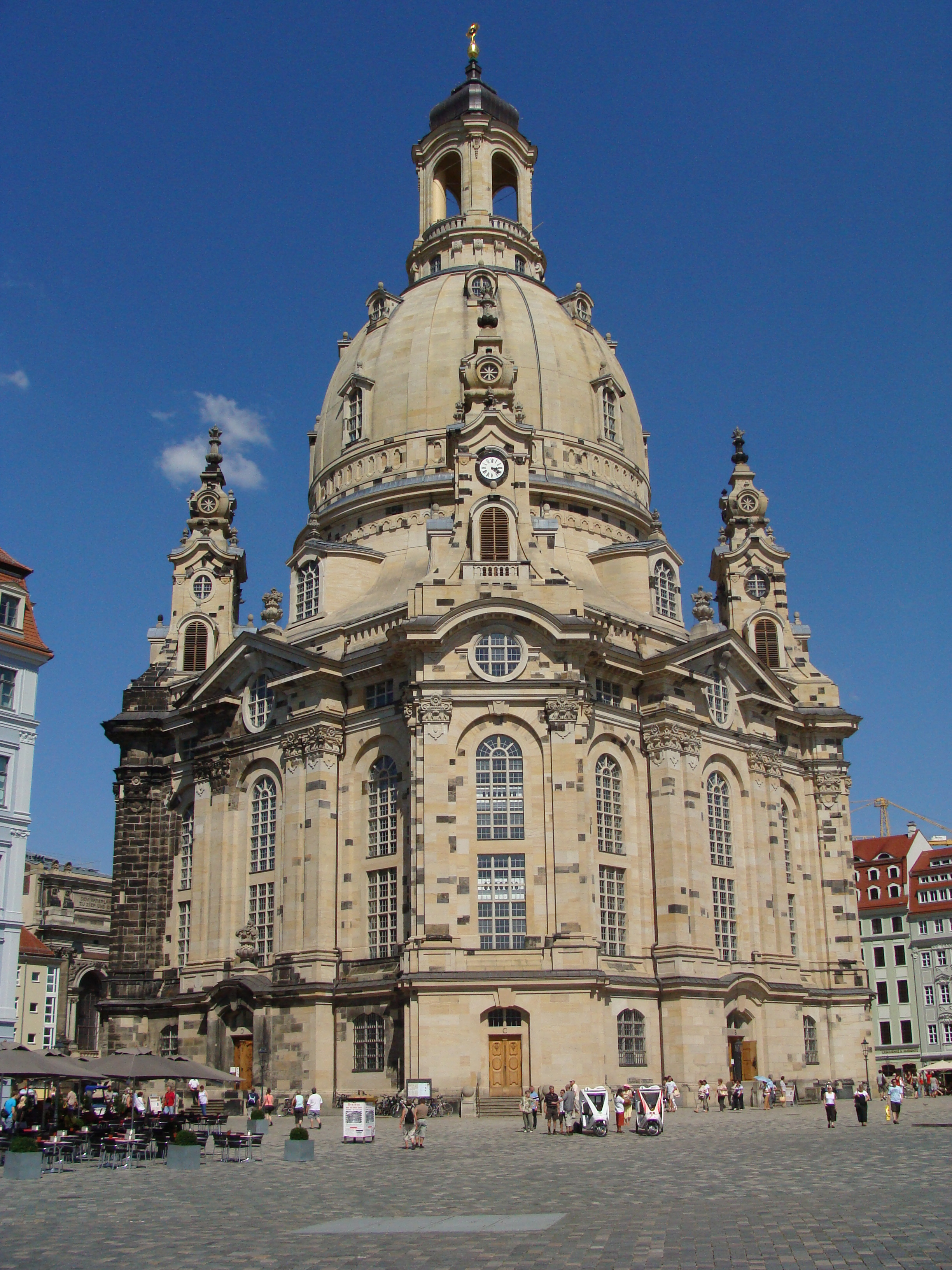
Återuppförda Frauenkirche vid Neumarkt
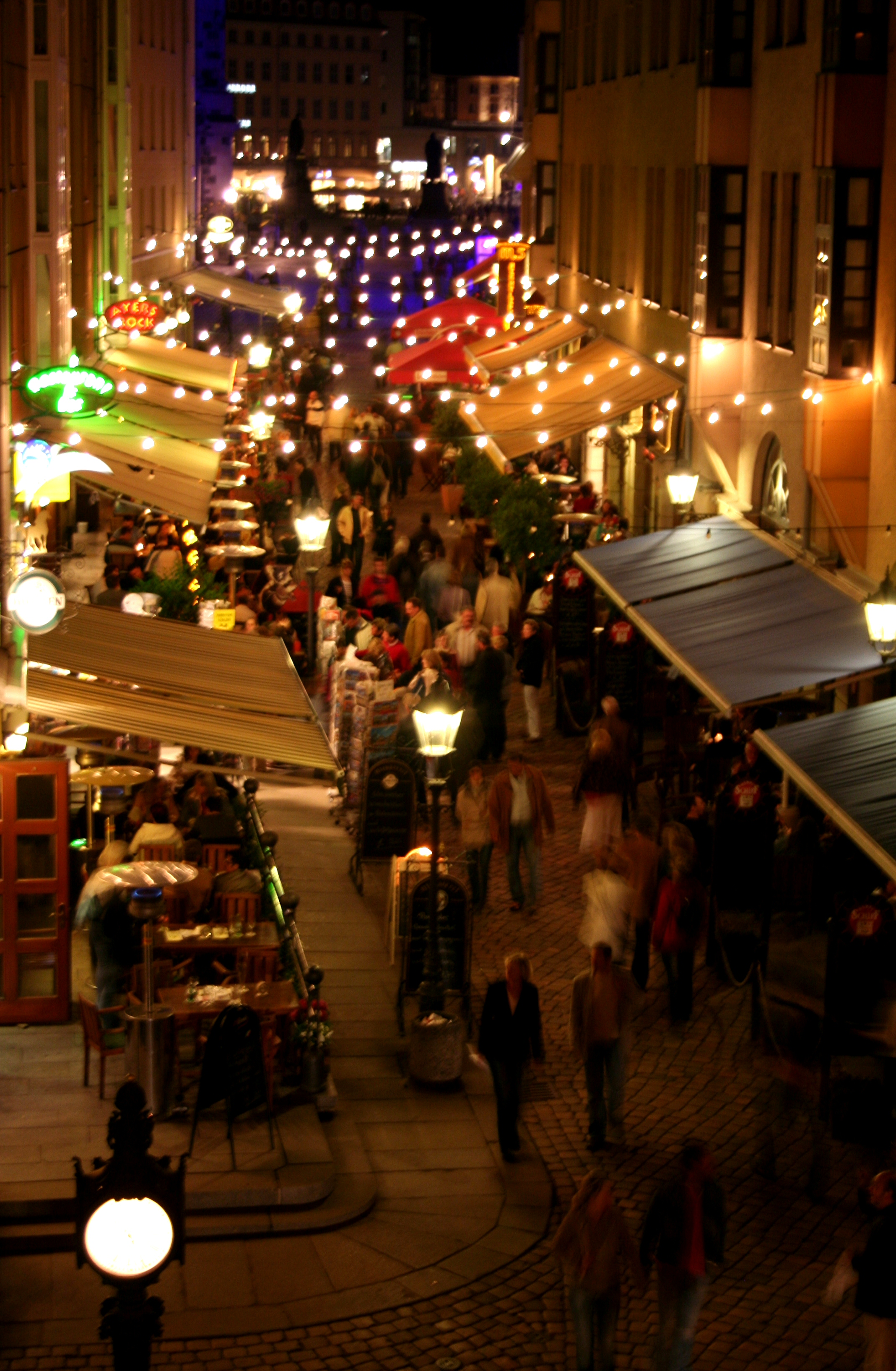
Münzgasse
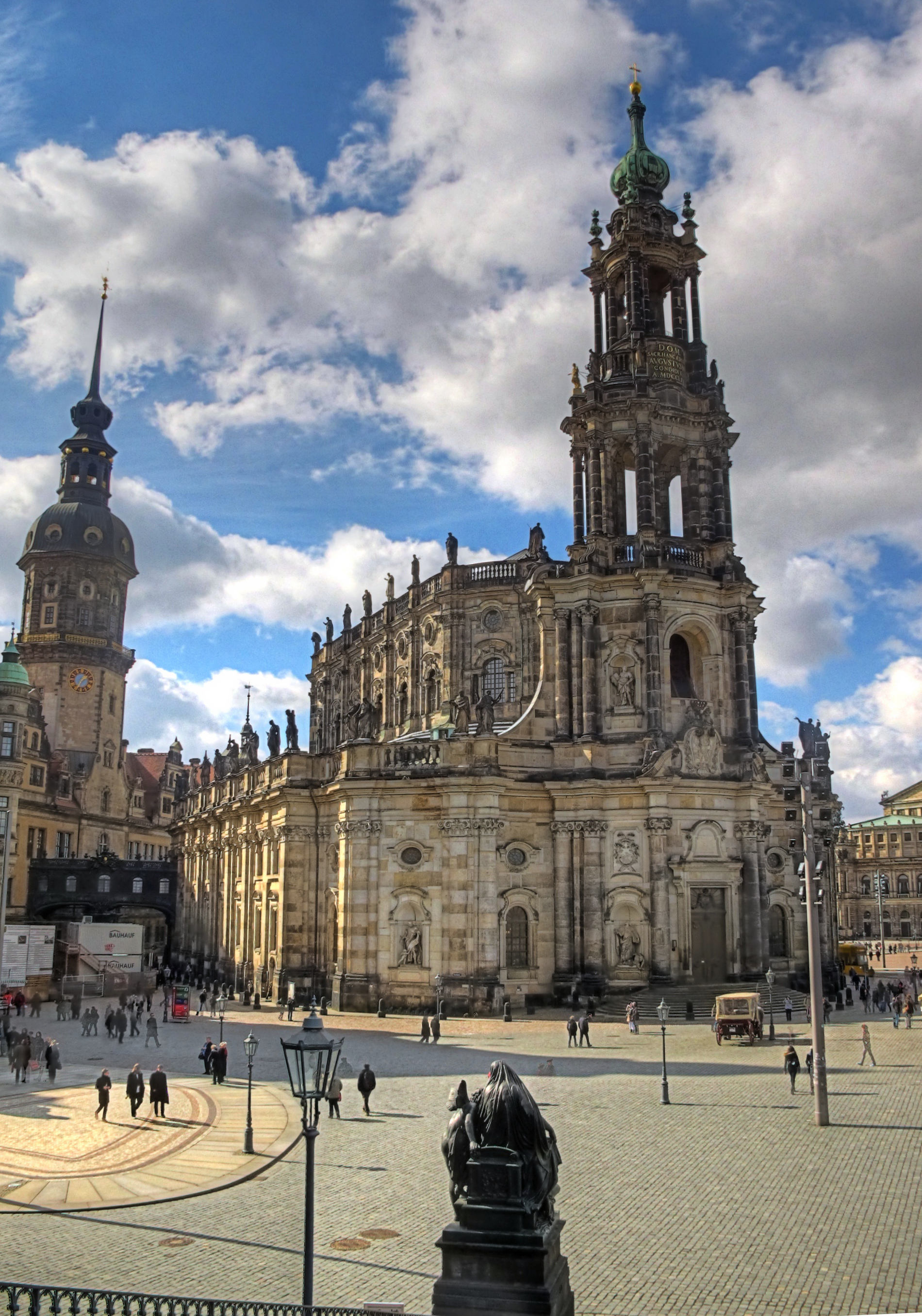
Katholische Hofkirche Heliga trefaldighet
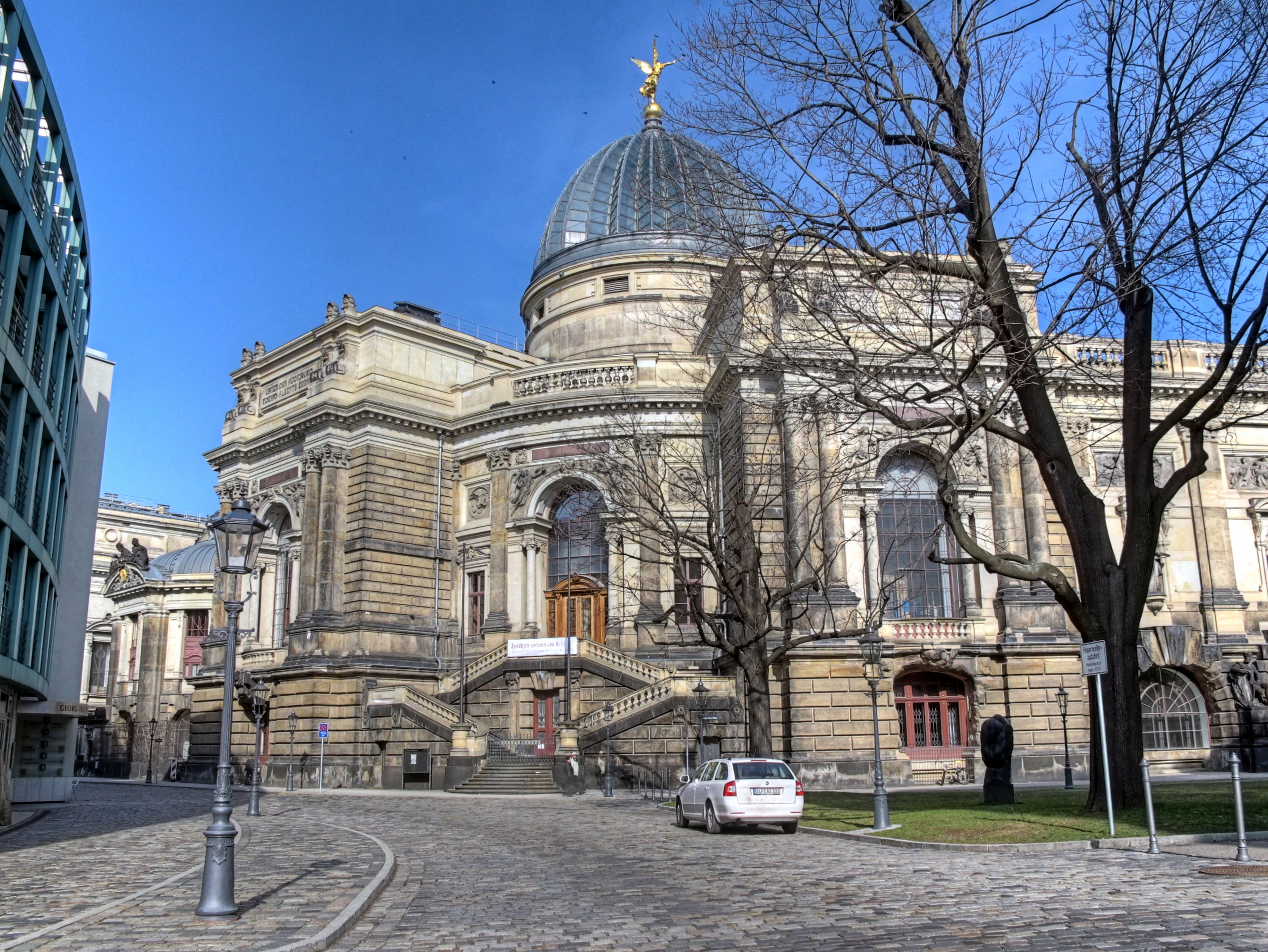
Konsthögskolan vid Brühlsche Terrasse
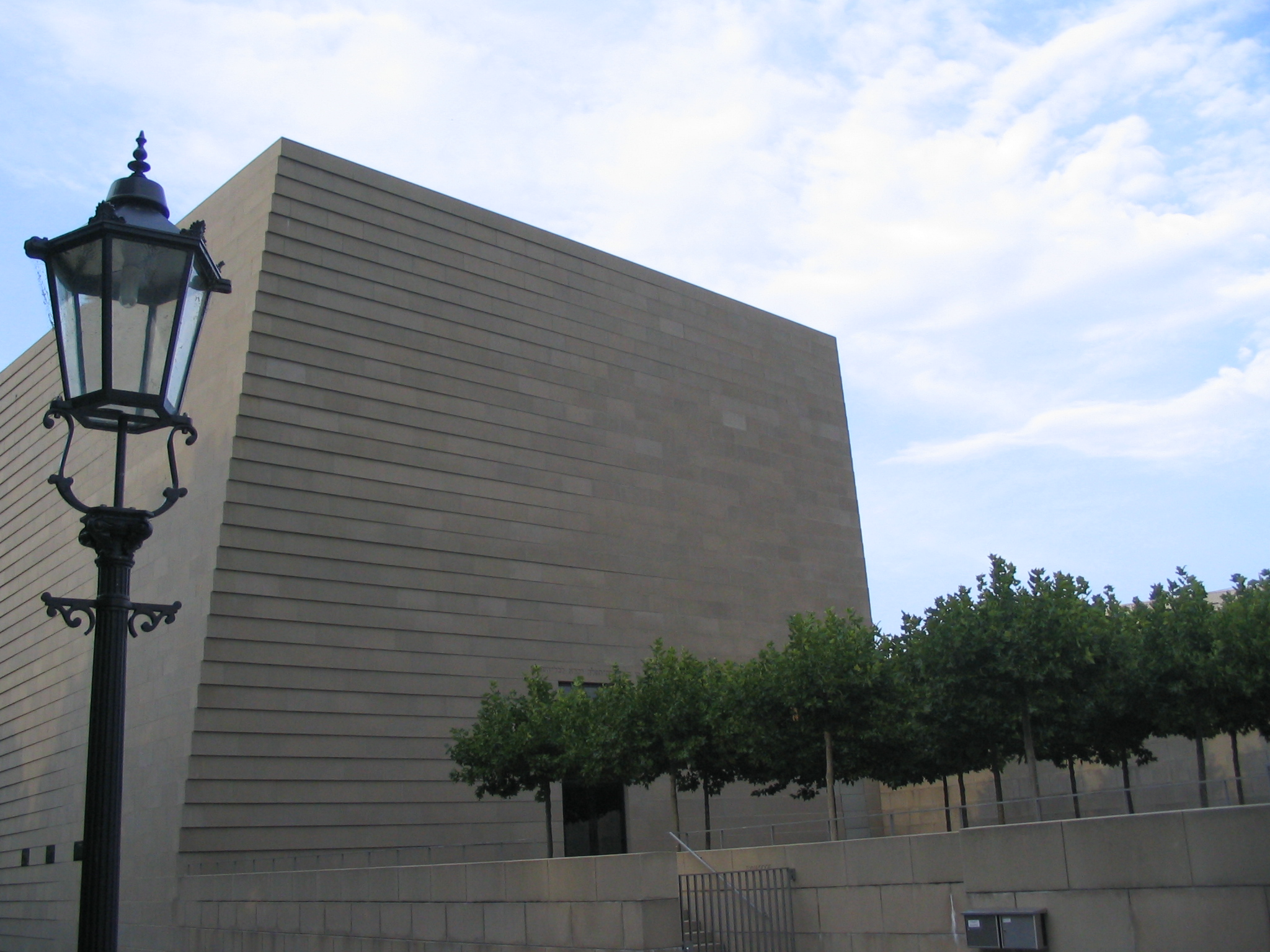
Den nya synagogan i Dresden ligger vid slutet av Brühlsche Terrasse
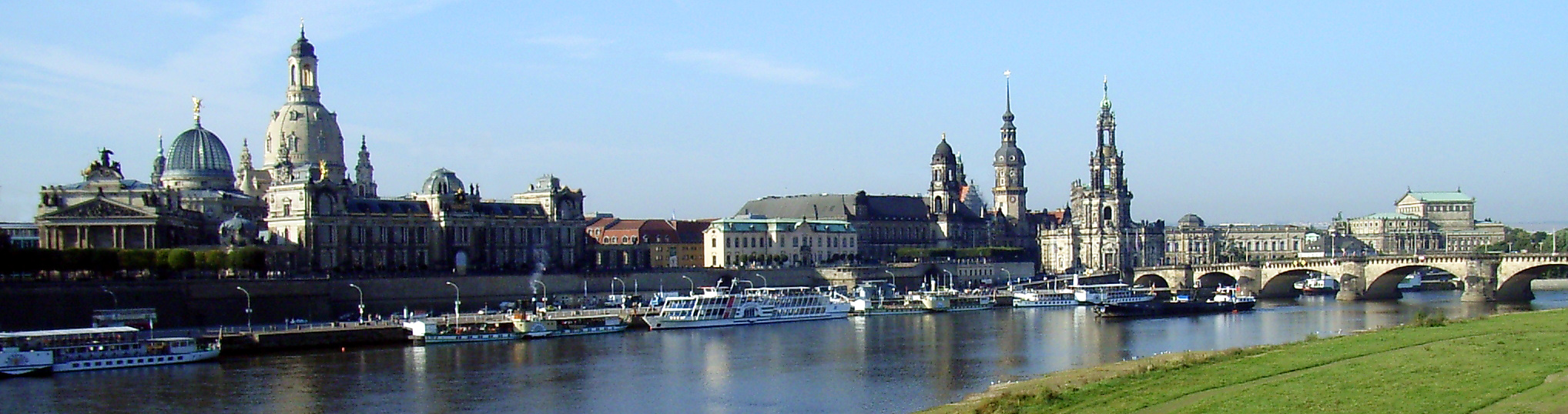
En av de mest berömda vyerna är utsikten över floden Elbe
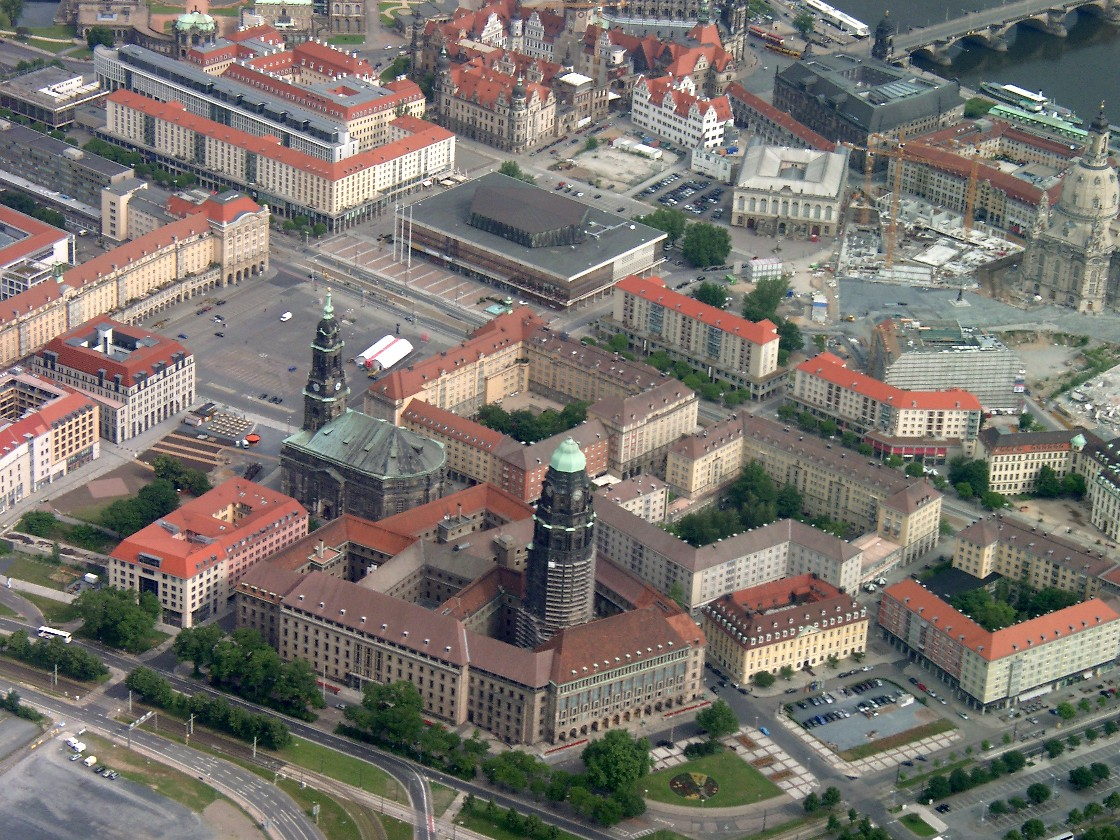
Altmarkt från luften